# Liste der Kulturdenkmäler in Hainfeld (Pfalz)
In der Liste der Kulturdenkmäler in Hainfeld sind alle Kulturdenkmäler der rheinland-pfälzischen Ortsgemeinde Hainfeld aufgeführt. Grundlage ist die Denkmalliste des Landes Rheinland-Pfalz (Stand: 14. August 2023).

## Denkmalzonen
| Bezeichnung          | Lage | Baujahr                 | Beschreibung | Bild            |
| -------------------- | --- | ----------------------- | --- | --------------- |
| Denkmalzone Ortskern | Hohlgasse 1–12, Völkerstraße 1 und 2–8 (gerade Nummern), Weinstraße 20–60 (gerade Nummern) und 27–85 (ungerade Nummern) Lage | 16. bis 19. Jahrhundert | Baustruktur mit Winzerhöfen des 16. bis 19. Jahrhunderts, oft mit Torbögen; ein- bis zweigeschossige Krüppelwalmdachbauten | Fotos hochladen |

## Einzeldenkmäler
| Bezeichnung                           | Lage                                                      | Baujahr                              | Beschreibung | Bild                           |
| ------------------------------------- | --------------------------------------------------------- | ------------------------------------ | --- | ------------------------------ |
| Portal                                | Am Schloßberg, an Nr. 7 Lage                              | 1716                                 | barockes Portal, bezeichnet 1711 | Fotos hochladen                |
| Mühle am Modenbach                    | Am Schloßberg 8 Lage                                      | 1835                                 | klassizistische Dreiflügelanlage, Torbogen bezeichnet 1835 (?) mit Nebenpforte | Fotos hochladen                |
| Friedhofskreuz                        | Friedhofstraße, auf dem Friedhof Lage                     | 1860                                 | Friedhofskreuz, Sandstein, bezeichnet 1860 | Fotos hochladen                |
| Torbogen                              | Hohlgasse, an Nr. 2 Lage                                  | 1791                                 | spätbarocker Torbogen, bezeichnet 1791 (Bild) | weitere Bilder Fotos hochladen |
| Skulpturennische                      | Hohlgasse, an Nr. 4 Lage                                  | 1743                                 | barocke Skulpturennische, bezeichnet 1743 (Bild) | weitere Bilder Fotos hochladen |
| Torbogen                              | Hohlgasse, an Nr. 6 Lage                                  | frühes 17. Jahrhundert               | Torbogen, frühes 17. Jahrhundert, Kartusche bezeichnet 1742 | Fotos hochladen                |
| Hofanlage                             | Hohlgasse 8 Lage                                          | Anfang des 19. Jahrhunderts          | Hofanlage; Krüppelwalmdachbau über Hochkeller, Anfang des 19. Jahrhunderts, Torbogen mit Nebenpforte bezeichnet 1817 | Fotos hochladen                |
| Hofanlage                             | Hohlgasse 10 Lage                                         | drittes Drittel des 19. Jahrhunderts | Dreiseithof; Walmdachbau, wohl aus dem dritten Drittel des 19. Jahrhunderts, Torbogen bezeichnet 1611 (Bild) | weitere Bilder Fotos hochladen |
| Hoftor                                | Hohlgasse, an Nr. 12 Lage                                 | 17. Jahrhundert                      | Renaissance-Hoftorpforte, 17. Jahrhundert | Fotos hochladen                |
| Brunnen                               | Karl-Stein-Straße Lage                                    | 1561                                 | Laufbrunnen, bezeichnet 1561 (Bild) | weitere Bilder Fotos hochladen |
| Marienfigur                           | Landauer Straße, bei Nr. 1 Lage                           | Mitte des 18. Jahrhunderts           | Immakulata, barock, Mitte des 18. Jahrhunderts | Fotos hochladen                |
| Wohnhaus                              | Völkerstraße 5 Lage                                       | 1887                                 | villenartiger gründerzeitlicher Klinkerbau, bezeichnet 1887, Ummauerung des Nutzgartens eventuell aus dem 18. Jahrhundert | Fotos hochladen                |
| Torbogen                              | Weinstraße, an Nr. 12 Lage                                | 1770                                 | spätbarocker Torbogen, bezeichnet 1770 | Fotos hochladen                |
| Katholische Pfarrkirche St. Barbara   | Weinstraße 24a Lage                                       | ab 1300                              | ehemaliger Chorturm, um 1300, Obergeschoss und Helm vom Ende des 19. Jahrhunderts, Sakristei bezeichnet 1508, spätgotischer Chor, Westportal bezeichnet 1718 | weitere Bilder Fotos hochladen |
| Kreuzigungsgruppe und Missionskreuz   | Weinstraße, bei Nr. 24a Lage                              | ab 1726                              | Kreuzigungsgruppe und Kreuz, Rotsandstein, barock, bezeichnet 1726; Missionskreuz, bezeichnet 1770–1802 | Fotos hochladen                |
| Grabmäler                             | Weinstraße, bei Nr. 24a Lage                              | 16. bis 19. Jahrhundert              | auf dem Kirchhof Grabmäler des 16. bis 19. Jahrhunderts: - (am Turm) Grabstein vermutlich des 16. Jahrhunderts - mehrere barocke Grabkreuze mit Reliefs (unter anderem Kruzifix, Kreuzigungsgruppe), 18. Jahrhundert - (am Chor) Priestergrabstein Henricus Ignatius Kochler (gestorben 1786) - F. Martin Marhoffer, bezeichnet 1815, Relief eines Franziskaners - Bürgermeister Georg Koch (1827–1890), spätklassizistische Grabsäule mit Urnenbekrönung | Fotos hochladen                |
| Torbogen                              | Weinstraße, an Nr. 27 Lage                                | 1620                                 | Renaissance-Torbogen, bezeichnet 1620 (Bild) | weitere Bilder Fotos hochladen |
| Gasthaus                              | Weinstraße 28 Lage                                        | späteres 18. Jahrhundert             | stattlicher spätbarocker Walmdachbau, wohl aus dem späteren 18. Jahrhundert | weitere Bilder Fotos hochladen |
| Hofanlage                             | Weinstraße 32 Lage                                        | 1732                                 | Hofanlage; barockes Wohnhaus bezeichnet 1732 (Bild), Nischenskulptur (Bild) | weitere Bilder Fotos hochladen |
| Wohnhaus                              | Weinstraße 35 Lage                                        | 1748                                 | barocker Walmdachbau über Hochkeller, bezeichnet 1748 (1776?) | Fotos hochladen                |
| Wohnhaus                              | Weinstraße 37 Lage                                        | 1740                                 | barockes Wohnhaus, bezeichnet 1740, Christusrelief | Fotos hochladen                |
| Wohnhaus                              | Weinstraße 41 Lage                                        | 18. Jahrhundert                      | dreigeschossiger barocker Walmdachbau, 18. Jahrhundert, Immakulata (Bild), Torbogen bezeichnet 1744 (Bild) | weitere Bilder Fotos hochladen |
| Wohnhaus                              | Weinstraße 43 Lage                                        | 1714                                 | barockes Wohnhaus, teilweise Fachwerk (Bild), bezeichnet 1714, Nischenskulptur (Bild), Torbogen bezeichnet 1716 (Bild) | weitere Bilder Fotos hochladen |
| Hofanlage                             | Weinstraße 47 Lage                                        | 1611                                 | Hofanlage; Fachwerkhaus, teilweise massiv, bezeichnet 1619 (Bild), barocke Überformung im dritten Drittel des 18. Jahrhunderts | weitere Bilder Fotos hochladen |
| Wohnhaus                              | Weinstraße 49 Lage                                        | 18. Jahrhundert                      | barockes Fachwerkhaus, teilweise massiv, 18. Jahrhundert, Torbogen bezeichnet 1738 | Fotos hochladen                |
| Hofanlage                             | Weinstraße 55 Lage                                        | 1776                                 | Hofanlage; spätbarocker Walmdachbau, bezeichnet 1776, Gartenmauer bezeichnet 1769 | Fotos hochladen                |
| Relief                                | Weinstraße, an Nr. 58 Lage                                | 1735                                 | barocker Reliefstein, bezeichnet 1735 | Fotos hochladen                |
| Hoftor                                | Weinstraße, an Nr. 59 Lage                                | um 1600                              | Renaissance-Hoftorpforte und Reste des Torbogens, um 1600 | Fotos hochladen                |
| Figur                                 | Weinstraße, an Nr. 60 Lage                                | 18. Jahrhundert                      | Ecknische mit Skulptur Johannes der Täufer (Bild), 18. Jahrhundert | weitere Bilder Fotos hochladen |
| Torbogen                              | Weinstraße, an Nr. 64 Lage                                | 1723                                 | barocker Torbogen, bezeichnet 1723 (Bild) | weitere Bilder Fotos hochladen |
| Wegekreuz                             | Weinstraße, gegenüber Nr. 64 Lage                         | 1730                                 | Wegekreuz, barocker Sockel, bezeichnet 1730, Kreuzstamm bezeichnet 1844 | Fotos hochladen                |
| Wohnhaus                              | Weinstraße 65 Lage                                        | 1601                                 | zweigeschossiger Mansarddachbau mit Fachwerkpartien, bezeichnet 1601, im 18. oder 19. Jahrhundert überformt; Renaissance-Torbogen | weitere Bilder Fotos hochladen |
| Spolie                                | Weinstraße, an Nr. 83 Lage                                | 1598                                 | Torbogenschlussstein, bezeichnet 1598 | Fotos hochladen                |
| Wohnhaus                              | Weinstraße 85 Lage                                        | frühes 18. Jahrhundert               | barockes Fachwerkhaus, teilweise massiv, Krüppelwalmdach, frühes 18. Jahrhundert, Torbogen bezeichnet 1723 | Fotos hochladen                |
| Torbogen                              | Weyherer Straße, an Nr. 4 Lage                            | um 1600                              | Torbogen, um 1600 | Fotos hochladen                |
| Torbogen                              | Weyherer Straße, an Nr. 7 Lage                            | 1738                                 | Torbogen mit Nebenpforte, bezeichnet 1738 | Fotos hochladen                |
| Katholische Maximilian-Joseph-Kapelle | nördlich des Ortes an der L 512; Flur An der Kapelle Lage | 1824                                 | kleiner Rechteckbau mit offener Vorhalle, bezeichnet 1824, Portalgewände des Vorgängers, bezeichnet 1685 (Bild) | weitere Bilder Fotos hochladen |
| Weißes Kreuz                          | nordwestlich des Ortes; Flur Am Weißen Kreuz Lage         | 1735                                 | barockes Wegekreuz auf Tischsockel, Fünfwundentypus, bezeichnet 1735 | weitere Bilder Fotos hochladen |
| Mittelmühle                           | westlich des Ortes am Mühlenweg Lage                      | 18. und 19. Jahrhundert              | Vierflügelanlage, 18. und 19. Jahrhundert | Fotos hochladen                |
| Bildstock                             | westlich des Ortes; Flur Steinbühl Lage                   | 17. oder 18. Jahrhundert             | Bildstock in spätgotischer Tradition, wohl aus dem 17. oder 18. Jahrhundert | Fotos hochladen                |